# Nizjneudinsk
Nizjneudinsk (russisk: Нижнеудинск, tr. Nizjneudinsk) er en by i Irkutsk oblast, Sibiriske føderale distrikt i Den Russiske Føderation omkring 520 kilometer nordvest for oblastens administrative center, Irkutsk. Byen har 29.995(2021) indbyggere og blev grundlagt i 1648 . Nizjneudinsk ligger ved Den transsibiriske jernbane, 4.678 km. fra Moskva.
Nizjneudinsk fik bystatus i 1783.

## Historie
Landsbyen blev grundlagt i 1648  af kosakker under navnet Pokrovskij. I 1649 blev der bygget en mindre ostrog, og i 1664 en ny og større befæstning, der blev omdøbt til Udinskij ostrozjek. I 1763 fik landsbyen bystatus og sit nuværende navn. Navnet refererer til floden Tjuna, også kaldt Uda; Nizjne- betyder nedre, i modsætning til Verkhneudinsk (nu Ulan-Ude), ved udmundingen af Udafloden i Selenga; Verkhne- betyder øvre.
I lang tid var Nizhnyudinsk et vigtigt regionalt handelscenter for guld og produkter fra jagt og husdyr.

### Indbyggerudvikling
| År   | Indbyggertal |
| ---- | ------------ |
| 1897 | 5.752        |
| 1926 | 10.400       |
| 1939 | 27.721       |
| 1959 | 38.761       |
| 1970 | 39.743       |
| 1979 | 41.399       |
| 1989 | 43.759       |
| 2002 | 39.624       |
| 2010 | 36.999       |

Note: Data fra folketællinger

## Seværdigheder
Nizjneudinsk har bevaret en række bygninger fra 1800-tallet, heriblandt Sankt Nikolaus kirken (Никольская церковь tr. Nikolskaja tserkov).
Byen ligger ved floden Tjuna, 20 km fra byen er det 20 meter høje Ukovskij-vandfald og 75 km op ad Ude findes Nizjneudinskije hulerne. Omkring byen lever en af de mindste etniske grupper i Rusland, Tofalarene.